# Н. С. Карунья
Н. С. Карунья (англ. N. C. Karunya, телугу ఎన్. సి. కారుణ్య; род. 1 марта 1986 года) — индийский певец. Финалист музыкального проекта Indian Idol 2. Лауреат Filmfare Awards South 2011 года за лучший мужской закадровый вокал.

## Биография
Родился в Хайдарабаде в семье Н. С. Мадху и его жены Джанаки.
Есть младшая сестра Дивена. Учился пению с трех лет.
В 19 лет, учась на третьем курсе колледжа, принял участие во втором сезоне телевизионного музыкального проекта Indian Idol.
Дошёл до финала и был фаворитом жюри.
Однако по итогам голосования зрителей уступил победу Сандипу Ачарии.
Во время проекта был замечен представителями киноиндустрии и после его окончания оставил учёбу, чтобы присоединиться к шоу-бизнесу.
В первый же год он записал вокал для почти 60 кинолент.
Особую популярность получили песни «Orugalluke pilla...» и «Enduko Pichi Pichiga» из фильмов на телугу «Солдат» и «Прыжок гепарда». Первая из них принесла ему премию Ugadi Puraskar за лучший закадровый вокал.
Кроме телугу Карунья также исполнял песни для фильмов на хинди, каннада, раджастхани и тамильском языках.
В Болливуде он спел «Aane char aane» для «Братан Мунна 2» и «Sabse Alag» для Alag. За последнюю из них он был номинирован на Bollywood music awards как лучший начинающий исполнитель.
В 2007 году выпустил свой первый музыкальный альбом Karunya.
В 2011 году вместе с Рамешем Винаякамом был награждён Filmfare Award (Телугу) за лучший мужской закадровый вокал за песню «Sada Siva» из фильма Khaleja.